# Brachyrhamdia
Brachyrhamdia is een geslacht van straalvinnige vissen uit de familie van de antennemeervallen (Heptapteridae).

## Soorten
- Brachyrhamdia heteropleura (Eigenmann, 1912)
- Brachyrhamdia imitator Myers, 1927
- Brachyrhamdia marthae Sands & Black, 1985
- Brachyrhamdia meesi Sands & Black, 1985
- Brachyrhamdia rambarrani (Axelrod & Burgess, 1987)